# 石川晋也
石川 晋也（いしかわ しんや、1984年7月29日 - ）は、日本の元プロレスラー。愛媛県新宮村（現四国中央市）出身。180cm、96kg。

## 経歴
- 愛媛県立三島高等学校卒業後、一橋大学商学部に入学、応援部に入部するが、デスマッチファイターに憧れ、2007年卒業と同時に大日本プロレスに入門。その際、大手企業からの内定を辞退している。
- 2008年3月11日、埼玉・熊谷市民体育館大会・対関本大介戦でデビュー。
- 同年5月、ドラディション後楽園大会に、関本と共に参戦。
- 2009年12月、博多大会、佐々木義人と組んでBJW認定タッグ王座に挑戦し、勝利。自身としての初タイトルを獲得。
- 2010年1月、前十字靭帯断裂と半月板損傷の手術のため欠場するとともに、BJW認定タッグ王座を返上することが発表された。
- 2010年11月6日、横浜にぎわい座大会（Dダッシュ）で復帰。
- 2011年5月、TAJIRI率いるSMASHに初参戦。
- 2011年7月、ドイツ・イギリス遠征。
- 2011年12月18日、横浜文体大会でタイプが似てる選手との対戦を希望し、全日本・真田聖也とシングルで対戦したが敗戦。
- 2012年1月、ドイツ・イギリス遠征。
- 2012年9月、西村修と組み大日本最侠タッグリーグ戦出場。全勝で予選通過もトーナメント準決勝敗退。
- 2013年1月19日、地元・愛媛でプロレスリング・ノア初参戦。
- 2013年1月25日、WNC新宿大会でAKIRA率いる「シナプス」に加入。
- 2013年2月3日、愛知・クラブダイアモンドホール大会で円華と『チーム・ヘビーメタル』を結成。
- 2013年8月24日、佐々木義人とのタッグでGHCタッグ王座に挑戦したが、マイキー・ニコルス&シェイン・ヘイストに敗れる。
- 2014年2月7日、第4代 BJW認定世界ストロングヘビー級王座決定戦で河上隆一に勝利し第4代王者となる。
- 2014年9月17日、9月23日限りでの引退を発表。第4代 BJW認定世界ストロングヘビー級王座を返上し、当日は引退セレモニーを行う予定だったが石川の意向により引退セレモニーが行われないことが後日発表された。

## 得意技
ノーザンライトスープレックス
三脚巴

## タイトル歴
- BJW認定世界ストロングヘビー級王座
- BJW認定タッグ王座
- 横浜ショッピングストリート6人タッグ王座

## 入場曲
- 『Highflyer』Eternal Elysium

## エピソード
- 大学在学中は応援部に所属、2年生より旗手をつとめる。(一橋大学広報誌「HQ」2010年春号)
- 山本秀男ゼミに所属。卒論はアルバイト経験をもとに「築地市場のIT化」をテーマに提出。(出典 同上)
- 就職内定後の大学4年の春、たまたま見た格闘技ビデオがきっかけで10年ぶりにプロレス観戦熱が高まる。夏から体を鍛え始め、10月1日の会社内定式帰りの電車内でプロレスラーになることを決意、11月末に大日本プロレス入団テストを受験。内定式当時、61.2kgだった体重を入団テストまでに75kgに増やした。(出典 同上)
- 引退理由は、家庭を支えていくことでプロレスから離れることを決意とされたが、後日自身のブログの9月19日付エントリーにて、一部ファンによる家族への執拗な嫌がらせがあった事をつづった。その後、石川自身がブログのコメント欄にて「不倫は事実です。良心に欠けた行動を取り、皆さんにご迷惑をおかけしました」と更新していたこと明らかになった。